# Todd Kerns
Todd Kerns (* 5. prosince 1967 Estevan, Saskatchewan, Kanada) je kanadský rockový multiinstrumentalista, zpěvák, skladatel a producent, nejvíce známý jako frontman skupiny Age of Electric. Spolupracoval a spolupracuje však s mnoha dalšími, nejen kanadskými skupinami i jednotlivými muzikanty. 

V současné době působí jako kytarista a zpěvák kapely The Sin City Sinners a jako baskytarista a doprovodný vokalista Slash Tour Band 2010/2011, od vydání alba Apocalyptic Love vystupující pod jménem „The Conspirators“

## Kariéra

### Hudební začátky
Vyrůstal spolu s bratry Johnem a Ryanem v městečku Lanigan (Saskatchewan, Kanada). V osmdesátých letech začal hrát s kapelou The Wicked Infants, hráli převážně covery, ale také několik vlastních věcí. Poté hrál v další kapele jménem Bladerunner.
V roce 1989 Kerns přesídlil do Calgary (Alberta) a začal skládat písničky. Spolu s bratrem Johnem se dali dohromady se dvěma jinými bratry, Kurtem a Ryanem Dahlovými a vznikla skupina Electric, která původně hrála převážně covery z glamrockové éry Los Angeles. Při koncertech prodávali kazetu s pěti vlastními písněmi nazvanou „Electric“ a album jménem „The Latest Plague“ vydané pod křídly vydavatelství Gods Teeth Ethel!. Později změnili název kapely na Age of Electric.

### Age of Electric: 1989–1999
Komerční průlom nastal s nezávislým EP „Ugly“ (1993), které připravilo půdu pro album „The Age of Electric“ v roce 1995. V roce 1996 bratři Dahlovi vydali jako boční projekt album „Limblifter“, které se v Kanadě také zařadilo mezi úspěšné. Skupina se poté ale dala znovu dohromady a v roce 1997 vydala album „Make a Pest a Pet“. Album mimo jiné představilo i singl a rozhlasový hit „Remote Control“. Jakkoliv úspěšné bylo toto album, napětí mezi členy kapely vedlo k jejímu rozpadu po turné v roce 1998, které absolvovali jako předkapela pro Our Lady Peace.
Age of Electric je dodnes v paměti jako jedna z nejúspěšnějších kanadských alternativních kapel devadesátých let. Byli také v roce 1998 nominováni na Juno jako nejlepší nová skupina.
V roce 1997 si Todd zahrál jednu z hlavních postav v nezávislém kanadském filmu „Horsey“. Ztvárnil zde na heroinu závislého umělce a rockera jménem Ryland Yale. K tomuto filmu také složil a nahrál píseň „Selfless“.

### Static in Stereo – 2006
Po rozpadu Age of Electric Todd založil skupinu Static in Stereo s bratry Johnem a Ryanem a s bubeníkem Scottem MacCargarem. Vydali jediné, stejnojmenné album v roce 2002. Na desce jsou cítit různé hudební styly každého ze členů skupiny. Přinášejí prvky punku, glamrocku, country a rock n´rollu, a jsou patrné v aranžích písní, jednotlivých nástrojů i ve vokálech. Je to čestný pokus jak se odpíchnout a posunout dál od jejich hudební minulosti. Kapela byla ve stejném roce nominována na Canadian Radio Music Award „Best New Group“.
Začátkem roku 2003 se Todd zúčastnil konkursu na místo zpěváka v tehdy nové skupině Velvet Revolver. Uvádí: „ Věděl jsem, že Scott Weiland byl ten, koho chtěli. Ale oni potřebovali někoho, na koho by se obrátili, kdyby to s ním nevyšlo.“ V květnu téhož roku se však stal zpěvákem Velvet Revolver Scott Weiland.
V roce 2004 vyšlo první Toddovo sólové album „Go Time“. Kolekce původních songů nezapře vliv hudby, která je jeho srdci nejbližší, mj. T – Rex, David Bowie, The Stooges. Byl to návrat k opravdovému rock n´rollu.
Kerns se věnuje také spolupráci s různými kapelami a je uznáván jako jeden z nejspolehlivějších kanadských rockových zpěváků. V průběhu své kariéry se věnuje i své další vášni – produkci a psaní písní s ostatními muzikanty. V tomto směru spolupracoval se spoustou umělců a pokračuje ve sdílení věcí kolem muziky s lidmi, ve které věří.

### The Sin City Sinners – současnost
V roce 2007 jej záležitosti kolem produkce přivedly do Las Vegas, kde se zformovala skupina The Sin City Sinners, kapela složená ze zkušených muzikantů – Todd Kerns zpěv a kytara, Brent Muscat (ex Faster Pussycat) kytara, Rob Cournoyer (Raging Slab) bicí a Michael Ellis (Jimmy Crespo Project) baskytara. Kapela při svých koncertech pravidelně uvádí hosty z řad známých muzikantů a různých celebrit. Jejich debutové album „Exile on Freemont Street“, které Kerns produkoval, vyšlo začátkem roku 2010 a setkalo se s nadšenými ohlasy.
Skupina se stala nejoblíbenější a nejuznávanější rockovou kapelou v resortu Las Vegas a okolí.
7. prosince 2010 vyšlo album nazvané „Broken Record“. Jedná se o několik písní Sinners v akustické verzi a dvě nové, dosud nevydané – „Broken Record " & „Hey Hey Rock N Roll“. V současné době kapela pracuje na Vánočním albu.
V roce 2010 Kerns přijal dle svých slov jedinečnou příležitost v životě kytaristy. Na pozici baskytaristy a doprovodného vokalisty Slash Tour Band ve složení Slash (sólová kytara), Myles Kennedy (zpěv), Bobby Schneck (kytara), Brent Fitz (bicí), se účastnil světové tour k podpoře Slashova sólového alba. Během americké části turné se Kerns představil i jako sólový zpěvák a to v písních „Doctor Alibi“ (orig. Ian „Lemmy“ Kilmister) a „We're All Gonna Die“ (orig. Iggy Pop). Basovými party a doprovodným zpěvem se podílel i na živém albu „Live in Manchester“, které vzniklo během turné. V roce 2011 Slash Tour pokračovala koncerty v USA, Latinské Americe, Austrálii, Asii a Evropě.
Při vzniku dalšího alba „Apocalyptic Love“ – tentokrát autorsky z pera Slash/Myles Kennedy – se Todd Kerns podílel basovými party a doprovodnými vokály. Také název kapely se změnil. Tour probíhá pod názvem Slash ft Myles Kennedy & The Conspirators. Bobbyho Schnecka nahradil na postu doprovodného kytaristy Frank Sidoris.

## Seznam kapel
- Age of Electric (1989–1998, 2015–dosud)
- Slash feat. Myles Kennedy and The Conspirators (2010–dosud)
- Toque (2016–dosud)
- Bruce Kulick Band (2018–dosud)
- Adler's Appetite (2021–dosud)
- Heroes And Monsters (2022–dosud)